# Teatro Sala Umberto
Il Teatro Sala Umberto è un teatro di Roma.

## Storia
La Sala Umberto nacque nel 1882 al pianterreno di un palazzo in via delle Mercede per volere di Andrea Busiri Vici, che ne fece decorare gli interni da Alessandro Bazzani: probabilmente all'inizio l'utilizzo che ne fu fatto prevedeva l'esecuzione di concerti, operette e commedie.
Nel 1890 l'architetto Giulio Podesti ne curò i lavori di ampliamenti, ricavando all'interno della sala da concerti (che allora veniva forse chiamata Sala della Piccola Borsa) una capienza di 650 posti. Nel 1913 nuovi lavori di ristrutturazione modificarono l'aspetto del teatro trasformandolo definitivamente in cinematografo.
Nel 1928 avvenne la svolta, grazie alla presa in gestione della sala da parte dei fratelli Marino, già proprietari del famoso Salone Margherita: il teatro tornò ad essere tale e prese il nome di Sala Umberto, in onore al re d'Italia. I fratelli Marino adottarono per la Sala Umberto la stessa programmazione del Salone Margherita: vedettes internazionali (almeno ciò citano le locandine ed i programmi dell'epoca: ma era d'uso per gli artisti adottare altisonanti nomi d'arte stranieri, per cui c'è da supporre che coloro che venivano ingaggiati fossero principalmente italiani), comici del varietà, sciantose.
Il teatro funzionò con spettacoli di varietà e rivista fino al 1930 circa, periodo in cui venne nuovamente riconvertito in cinematografo. La riapertura come teatro si ebbe nel 1981 dopo intensi lavori di ristrutturazione e di ammodernamento: la direzione del teatro venne assunta dall'Ente teatrale italiano che ne migliorò sensibilmente l'offerta artistica proponendo spettacoli di vario genere, principalmente di prosa.
Nel 1991 un nuovo cambio di destinazione d'uso portò la Sala Umberto a diventare di nuovo sala cinematografica. Solo dal 2002 la Sala Umberto è di nuovo teatro: la produzione artistica corrente spazia dalla comicità al teatro di prosa.

## Direzione artistica
- Alessandro Longobardi (2002 - in corso)